# Choptank (Maryland)
Choptank es un lugar designado por el censo ubicado en el condado de Caroline en el estado estadounidense de Maryland. En el Censo de 2010 tenía una población de 129 habitantes y una densidad poblacional de 209,27 personas por km².

## Geografía
Choptank se encuentra ubicado en las coordenadas 38°40′56″N 75°56′58″O / 38.68222, -75.94944. Según la Oficina del Censo de los Estados Unidos, Choptank tiene una superficie total de 0.62 km², de la cual 0.62 km² corresponden a tierra firme y (0%) 0 km² es agua.

## Demografía
Según el censo de 2010, había 129 personas residiendo en Choptank. La densidad de población era de 209,27 hab./km². De los 129 habitantes, Choptank estaba compuesto por el 96.12% blancos, el 0% eran afroamericanos, el 0% eran amerindios, el 1.55% eran asiáticos, el 0% eran isleños del Pacífico, el 0.78% eran de otras razas y el 1.55% pertenecían a dos o más razas. Del total de la población el 0.78% eran hispanos o latinos de cualquier raza.